# Hohenroth
Hohenroth é um município da Alemanha, situado no distrito de Rhön-Grabfeld, no estado da Baviera. Tem 17,14 km² de área, e sua população em 2019 foi estimada em 3.621 habitantes.